# Збельтовиці
Збельтовиці (пол. Zbeltowice) — село в Польщі, у гміні Бейсці Казімерського повіту Свентокшиського воєводства.
Населення — 152 особи (2011).
У 1975-1998 роках село належало до Келецького воєводства.

## Демографія
Демографічна структура на день 31 березня 2011 року:
|          | Загалом | Допрацездатний вік | Працездатний вік | Постпрацездатний вік |
| -------- | ------- | ------------------ | ---------------- | -------------------- |
| Чоловіки | 74      | 12                 | 49               | 13                   |
| Жінки    | 78      | 10                 | 37               | 31                   |
| Разом    | 152     | 22                 | 86               | 44                   |